# Louis Chaillot
Louis Chaillot (Chaumont, 2 maart 1914 - Aubenas, 28 januari 1998) was een Frans wielrenner.
Chaillot werd in 1932 samen met Maurice Perrin olympisch kampioen op het tandem. Op de sprint verloor de finale van de Nederlander Jacques van Egmond, vier jaar later veroverde Chaillot de olympische bronzen medaille op de sprint.

## Resultaten
| Jaar | WK       | Olympische Zomerspelen |
| ---- | -------- | ---------------------- |
| 1932 |          | tandem · sprint        |
| 1936 |          | sprint                 |
| 1946 | stayeren |                        |

1908: André Auffray & Maurice Schilles ·
1920: Thomas Lance & Harry Ryan ·
1924: Jean Cugnot & Lucien Choury ·
1928: Daan van Dijk & Bernard Leene ·
1932: Louis Chaillot & Maurice Perrin ·
1936: Carl Lorenz & Ernst Ihbe ·
1948: Renato Perona & Ferdinando Terruzzi ·
1952: Russell Mockridge & Lionel Cox ·
1956: Anthony Marchant & Ian Browne ·
1960: Giuseppe Beghetto & Sergio Bianchetto ·
1964: Sergio Bianchetto & Angelo Damiano ·
1968: Pierre Trentin & Daniel Morelon ·
1972: Igor Zjelovalnikov & Vladimir Semenets